# Kaat Wils
Kaat Wils (Heverlee, 1969) is een Belgisch gewoon hoogleraar en cultuurhistorica.

## Levensloop
Kaat Wils is een dochter van de hoogleraar en historicus Lode Wils en de echtgenote van hoogleraar en historicus aan de Universiteit Antwerpen Marnix Beyen.
Ze studeerde geschiedenis en wijsbegeerte aan de Université catholique de Louvain, aan de Katholieke Universiteit Leuven en aan Brown University (Rhode Island, VS). Ze promoveerde tot licentiaat in de geschiedenis aan de Katholieke Universiteit Leuven en tot doctor aan dezelfde universiteit. Haar doctoraal proefschrift bestudeerde het positivisme en de intellectuele cultuur in België en Nederland, van 1845 tot 1914 (Amsterdam University Press, 2005).
Haar onderzoek richt zich vooral op de moderne geschiedenis van de humane en de biomedische wetenschappen, de gendergeschiedenis, de geschiedenis van de opvoeding en van het onderwijzen en leren van de geschiedenis.
Na docent en hoofddocent te zijn benoemd aan de faculteit letteren, werd ze in 2011 benoemd tot hoogleraar aan haar alma mater. Ze doceert verschillende onderwerpen, zoals: publieksgeschiedenis: geschiedenis en onderwijs; geschiedenis van de Nederlanden; geschiedenis voor een breed publiek; cultuurgeschiedenis van de seksualiteit na 1750; cultuurgeschiedenis na 1750: wetenschap, visuele cultuur en lichamelijkheid; cultuurgeschiedenis na 1750: een geschiedenis van cultuur- en maatschappijkritiek.
Sinds 2011 staat ze aan het hoofd van de onderzoeksgroepen in Leuven en in Kortrijk die gewijd zijn aan de Cultuurgeschiedenis vanaf 1750.
Zij is lid van de KU Leuven Research Council en lid van de redactieraad van de Journal of Belgian History, van de BMGN - Low Countries Historical Review en van het Belgisch Tijdschrift voor Nieuwste Geschiedenis. Ze is ook lid van de Commissie 'Financiële steun bij publicaties' van de Universitaire Stichting.

## Publicaties
- Ons evangelie is een kolossale bibliotheek: de Belgische vrijdenkersbeweging en het positivisme, in: Brood en rozen: tijdschrift voor de geschiedenis van sociale bewegingen, 1998.
- Tussen metafysica en antropometrie: het rasbegrip bij Léon Vanderkindere, In: Beyen M., Vanpaemel G. (Eds.), Rasechte wetenschap? Het rasbegrip tussen wetenschap en politiek vóór de Tweede Wereldoorlog, Leuven/Amersfoort, Acco, 1998.
- Het historisch tekort van het positivisme: Henry Thomas Buckle in Nederland en België, in: Tollebeek J., Verbeeck G., Verschaffel T. (Eds.), De lectuur van het verleden: opstellen over de geschiedenis van de geschiedschrijving aangeboden aan Reginald de Schryver. Leuven: Universitaire pers Leuven, 1998.
- Science, an ally of feminism? Isabelle Gatti de Gamond (1839-1905) on women and science, in: Revue belge de philologie et d'histoire, 1999.
- Les insuffisances historiques du positivisme: Henry Thomas Buckle en Belgique et aux Pays-Bas, in: Despy-Meyer, A. (Ed.), Devriese, D. (Ed.), Positivismes: philosophie, sociologie, histoire, sciences. Actes du Colloque international 10-12 décembre 1997, Université libre de Bruxelles, Turnhout, Brepols, 1999.
- L'homme devient de plus en plus religieux: positivisme en religie in de negentiende eeuw, in: Theoretische geschiedenis, 2000.
- De omweg van de wetenschap: het positivisme en de Belgische en Nederlandse cultuur, 1845-1914, in: Belgisch tijdschrift voor nieuwste geschiedenis, 2001.
- La sociologie. In: Histoire des sciences en Belgique 1815-2000, Doornik, La Renaissance du livre, 2001.
- (als uitgever) Het lichaam (m/v), Universitaire pers, Leuven, 2001.
- De getemde maatschappij: de socioloog als fysioloog, arts en chirurg, in: De zieke natie: over de medicalisering van de samenleving 1860-1914, Groningen: Historische uitg. , 2001.
- Het leven of de liefde: geschiedenisonderwijs in Vlaanderen en Nederland, in: Ons Erfdeel, 2002.
- Les paradoxes d'un renouvellement ralenti: réflexions sur l'enseignement de l'histoire en Flandre et aux Pays-Bas, in: Le Cartable de Clio, 2003.
- La physique sociale et l'homme moyen, in: Pour la science, 2003.
- De tekst van het lichaam, in: Karakter: tijdschrift van wetenschap, 2003.
- Lichaam en gender in de historiografie, in: Kleio, tijdschrift van de vereniging van docenten in geschiedenis en staatsinrichting in Nederland, 2003.
- Les sympathisants de Comte et la diffusion du positivisme aux Pays-Bas (1845-1880), in: Auguste Comte: trajectoires positivistes 1798-1998, Parijs, L'Harmattan, 2003.
- Nauczania historii we Flandrii i Holandii, in: Wiadomosci historyczne, 2004.
- De economie van het bloed: een geschiedenis van de menstruatie, in: Loops, circulaire systemen/closed circuits, 2004.
- Geschiedenisonderwijs voorbij de historische kritiek: reflecties bij het verschijnen van een nieuw handboek geschiedenisdidactiek, in: Hermes, tijdschrift voor geschiedenis, 2005.
- De omweg van de wetenschap: het positivisme en de Belgische en Nederlandse intellectuele cultuur, 1845-1914, Amsterdam university press, Amsterdam, 2005.
- Le génie s'abritant sous un crâne féminin? La carrière belge de la physiologiste et pédologue Iosefa Ioteyko, in: Les femmes dans les sciences de l'homme (IXe-XXe siècles), Parijs, Arslan, 2005.
- Der Wettstreit der Utopiesoldaten: Augustin Hamon: Wissenschaft, Literatur und Anarchismus, in: Anarchismus und Utopie in der Literatur um 1900: Deutschland, Flandern und die Niederlände, Würzburg, Königshausen & Neumann, 2005.
- A propos d'un nouveau livre sur la didactique de l'histoire aux Pays-Bas, in: Le Cartable de Clio, 2005.
- De omweg van de wetenschap: het positivisme en de Belgische en Nederlandse intellectuele cultuur, 1845-1914, Amsterdam university press, Amsterdam, 2005.
- Lijden en sterven voor de wetenschap, in: Karakter, tijdschrift van wetenschap, 2006.
- Dilemmas galore: history teaching in Flanders and the Netherlands, in: Geschichtsunterricht International, Hannover, Hahn, 2006.
- Vaderlandsloze kennis in dienst van de natie: wetenschapsvulgarisatie in België. Natie en democratie - nation et democratie 1890-1921. Interuniversitair colloquium. Brussel, 8-9 juni 2006 (pp. 318-335). Brussel, Koninklijke Vlaamse academie van België voor wetenschappen en kunsten, 2007..
- Bang voor biofobie? Een apologie van de cultuurwetenschappen, in: Tijdschrift voor Genderstudies, 2007.
- The evaporated canon and the overvalued source: history education in Belgium: an historical perspective, in: Symcox L., Wilschut A. (Eds.), National history standards: the problem of the canon and the future of teaching history (International review of history education; 5). Charlotte-North Carolina, 2009.
- Geschiedenisonderwijs en erfgoed: een terreinverkenning, in: Hermes, Tijdschrift van de Vlaamse Leraren Geschiedenis, 2010.
- Un parfum de sainteté laïque. Hector Denis, Political Economy and Sociology in late 19th century Belgium, in: Vanysacker D., Delsaerdt P., Delville J., Schwall H. (Eds.), The Quintessence of Lives. Intellectual Biographies in the Low Countries presented to Jan Roegiers. Turnhout/Leuven/Louvain-la-Neuve, Brepols, 2009.
- Everyman his own sociologist. Henri Pirenne and disiplinary boundaries around 1900, in: Belgisch Tijdschrift voor Nieuwste Geschiedenis, 2011.
- The revelation of a modern saint: Marie Curie's scientific asceticism and the culture of professionalised science, in Beyond pleasure: cultures of modern asceticism, New York, Berghann, 2011.
- Laboratoire de Neurologie, in: Vanpaemel G., Derez M., Tollebeek J. (Eds.), Album van een wetenschappelijke wereld/Album of a Scientific World, Leuven University Press, 2011.
- Institut Vésale - Salle de dissection, in: Vanpaemel G., Derez M., Tollebeek J. (Eds.), Album van een wetenschappelijke wereld/Album of a Scientific World, Leuven University Press, 2012.
- Institut Vésale - Auditoire, in: Vanpaemel G., Derez M., Tollebeek J. (Eds.), Album van een wetenschappelijke wereld/Album of a Scientific World, Leuven, 2012.
- Institut Vésale - Amphithéâtre, in: Vanpaemel G., Derez M., Tollebeek J. (Eds.), Album van een wetenschappelijke wereld/Album of a Scientific World, Leuven University Press, 2012.
- Collège Léon XIII - Salle des Périodiques, in: Vanpaemel G., Derez M., Tollebeek J. (Eds.), Album van een wetenschappelijke wereld/Album of a Scientific World, Leuven University Press, 2012.
- A war on metaphysics. Positivism and the radicalization of Dutch modernism, in: Kenis L., Van der Wall E. (Eds.), bookseries: Bibliotheca Ephemeridum Theologicarum Lovaniensium, vol: 255, Religious Modernism in the Low Countries, Leuven, Peeters Publisher, 2013.
- Een spuwende professor. Cultuurgeschiedenis.be., 2014.

Daarnaast heeft ze talrijke bijdragen en studies gepubliceerd als coauteur.

## Opiniebijdragen
- De onzin van 'herinneringseducatie', in: De Morgen, 30 januari 2012.